# سرخاي بيغلو
سرخاي بيغلو هي قرية في مقاطعة بارس أباد، إيران. يقدر عدد سكانها بـ 375 نسمة بحسب إحصاء 2016.